# 전문인배상책임보험
전문인배상책임보험(Professional indemnity insurance, PII)은 의사나 변호사같은 전문인이 과실로 인해 손해를 끼쳤을 때 배상을 책임지는 손해보험이다.

## 변호사배상책임보험
변호사배상책임보험(辯護士賠償責任保險)은 대한변호사협회가 2002년 중개회사인 (주)록톤컴퍼니즈코리아를 통하여 국내 6개 보험회사와 단체계약 업무협정을 체결하면서 도입된 전문인배상책임보험이다. 한국은 미국, 영국 등과 달리 배상책임보험 가입의 의무가 아니다.

### 가입자수
2010년 현재 한국에서 가입한 변호사가 1,089명으로, 가입률이 11%대이다.

## 같이 보기
- 법률비용보험

## 참고 문헌
- 주목받는 '변호사 배상책임보험' 법률신문 2011-11-30 보관됨 2012-05-23 - 웨이백 머신